# 오귀스트 뒤몽
오귀스트 뒤몽(프랑스어: Auguste Dumont, 1801년 8월 4일~1884년 1월 28일) 또는 오귀스탱알렉상드르 뒤몽(프랑스어: Augustin-Alexandre Dumont)은 프랑스의 조각가이다.

## 생애
오귀스트 뒤몽은 유명한 조각가 가문에서 태어났다. 그는 조각가 피에르 뒤몽의 증손자이자 조각가 자크에드메 뒤몽의 아들이었으며, 그의 여동생은 피아니스트이자 작곡가인 루이 파렝이다. 1818년에 그는 파리의 국립 고등 미술학교에서 공부를 시작했으며, 그곳에서 조각가 피에르 카르텔리에의 제자가 되었다. 1823년 그는 조각품으로 로마 대상을 수상한 후 로마 아카데미 드 프랑스에서 공부하기 시작했으며 1830년에 다시 프랑스로 돌아왔다.
그는 1853년에 파리 보자르에서 교사가 되었으며 1875년 이후에는 질병으로 인해 일을 할 수 없게 되었다.

## 작품

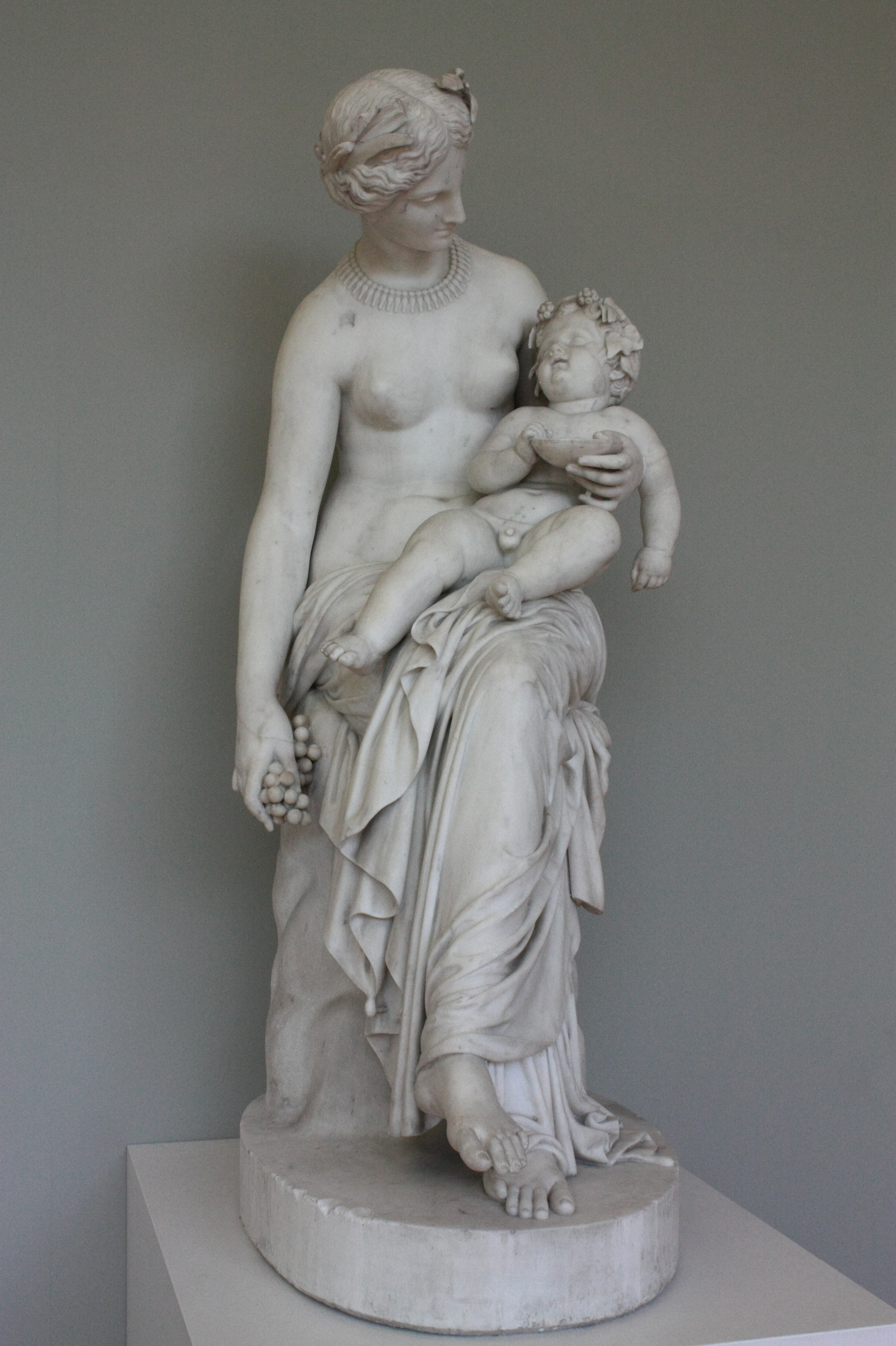
《레우코토에와 바쿠스》, 1829년, 그르노블 박물관
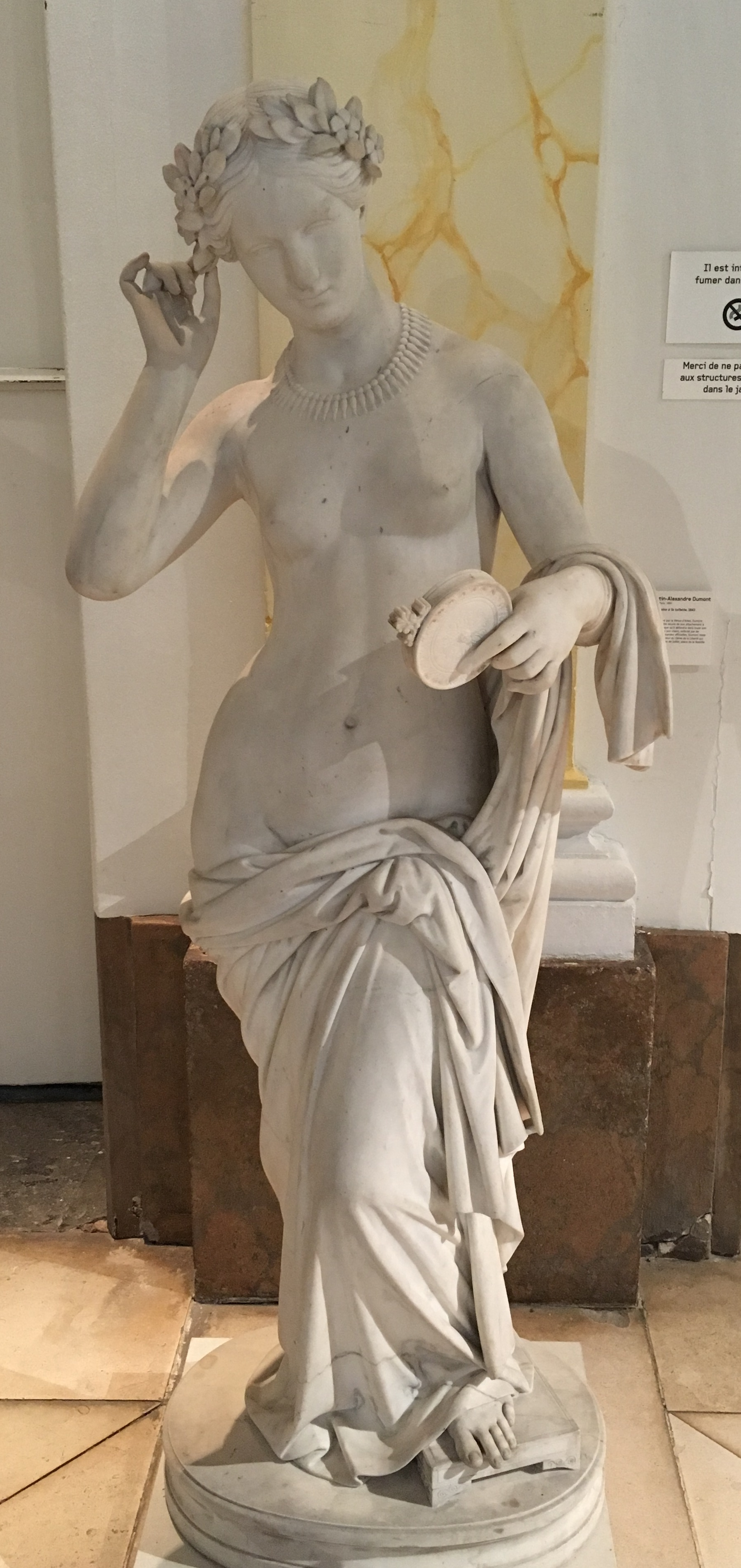
Jeune romaine à la toilette, 낭시 미술관
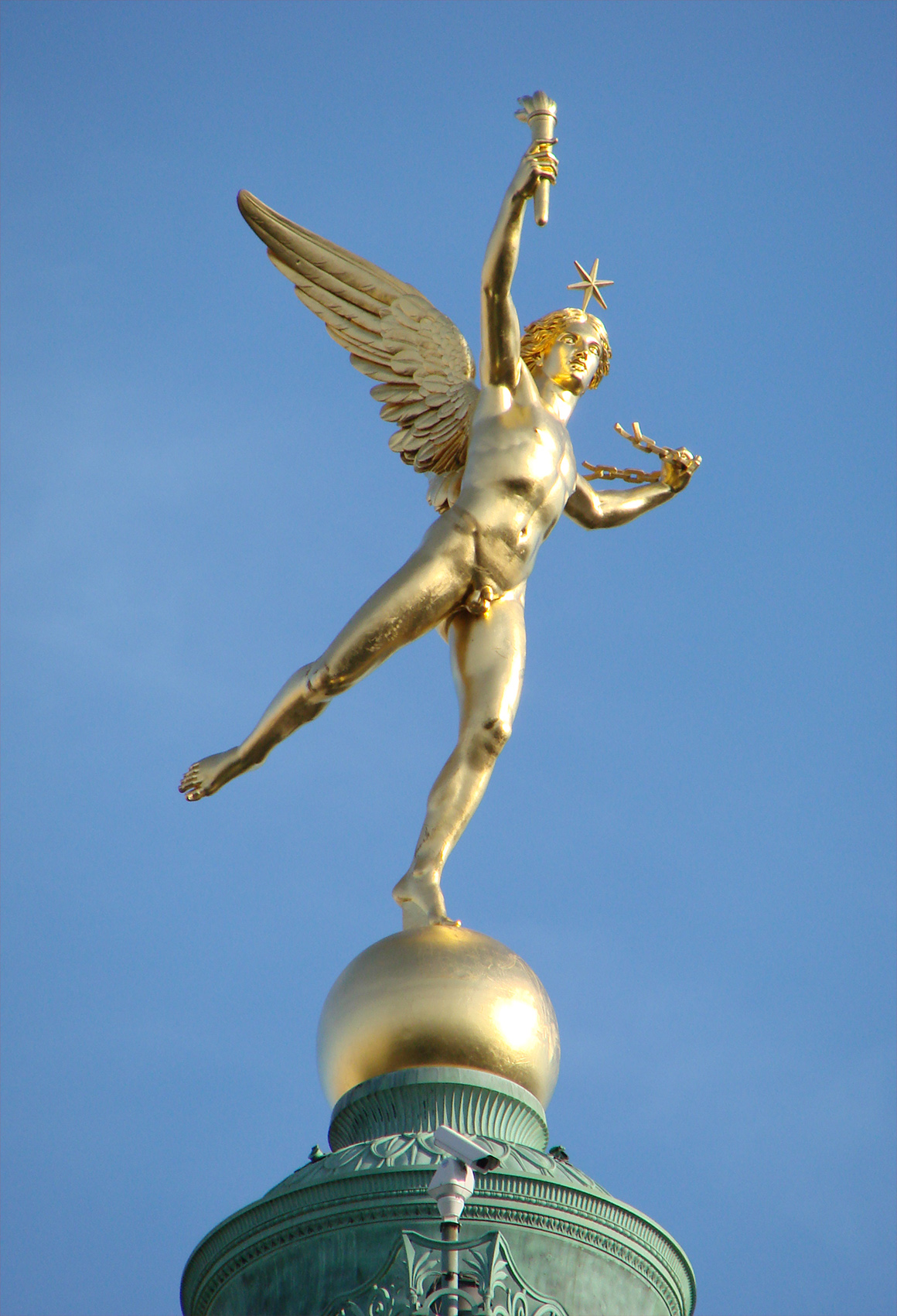
파리의 7월 기념비 꼭대기에 있는 《자유의 수호신》(Le Génie de la Liberté), 1835년
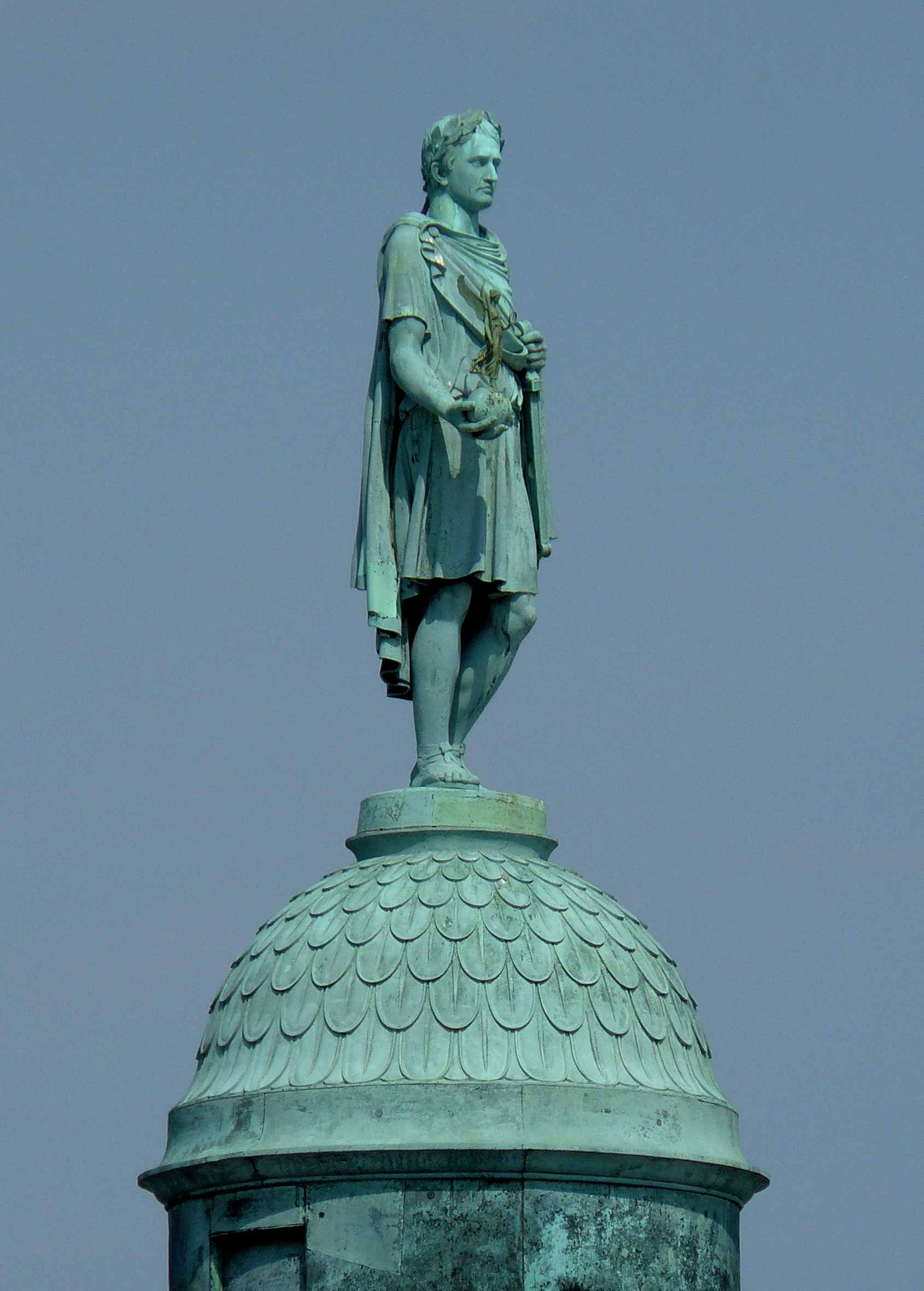
방돔 광장의 방돔 기둥 꼭대기에 있는 나폴레옹 조각상, 1863년
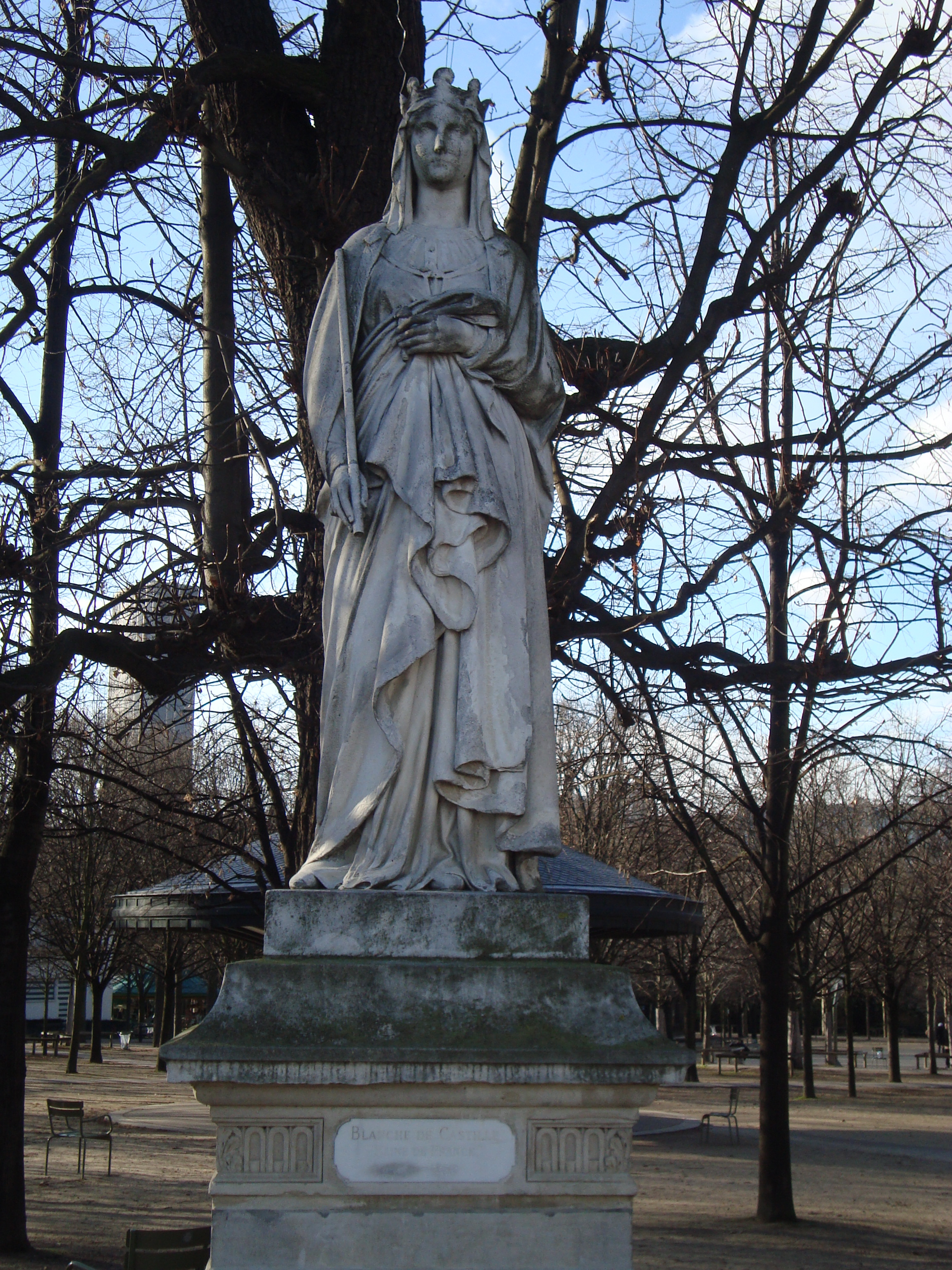
Blanche de Castille, 뤽상부르 공원
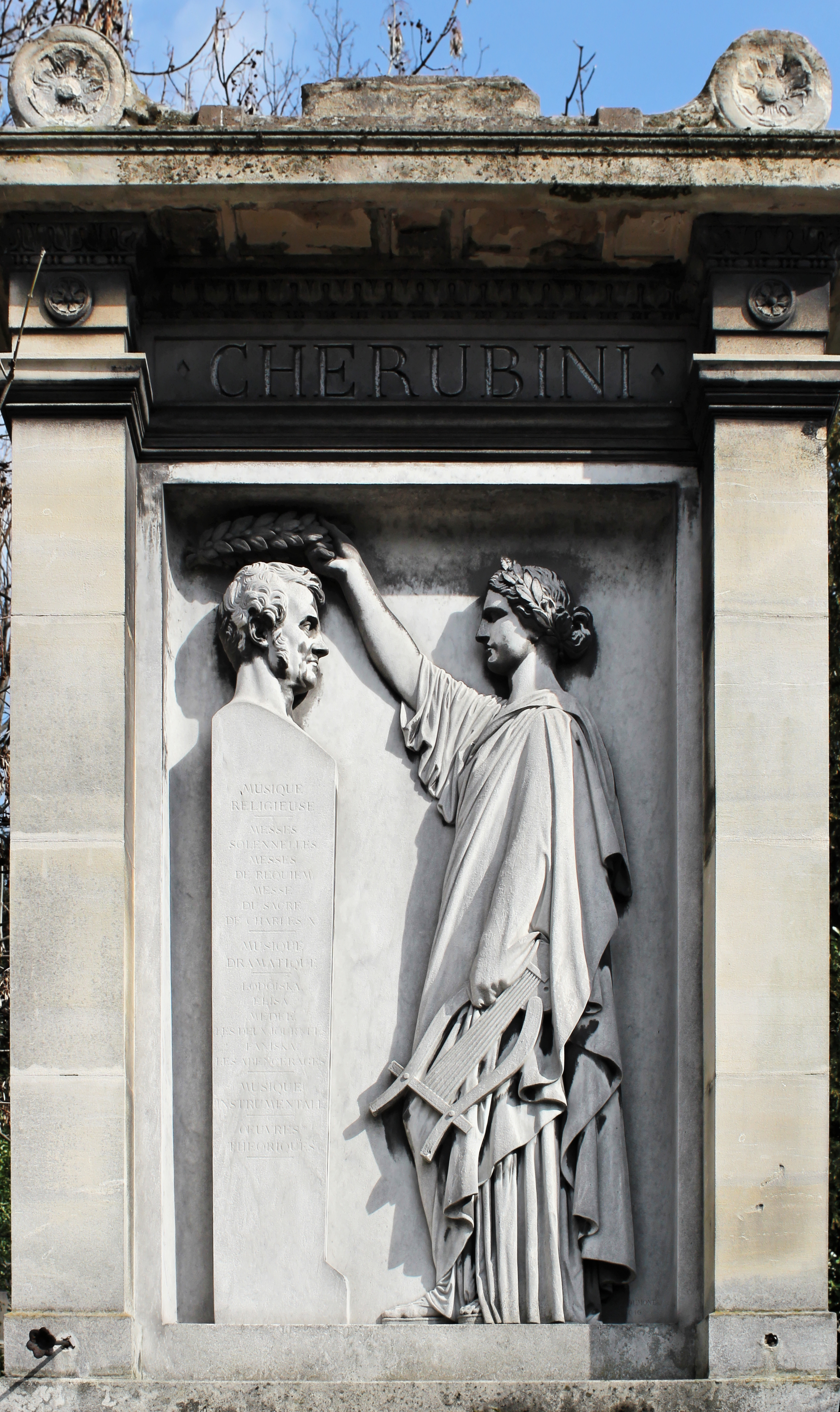
페르 라셰즈 묘지에 있는 루이지 케루비니의 무덤, 1846년
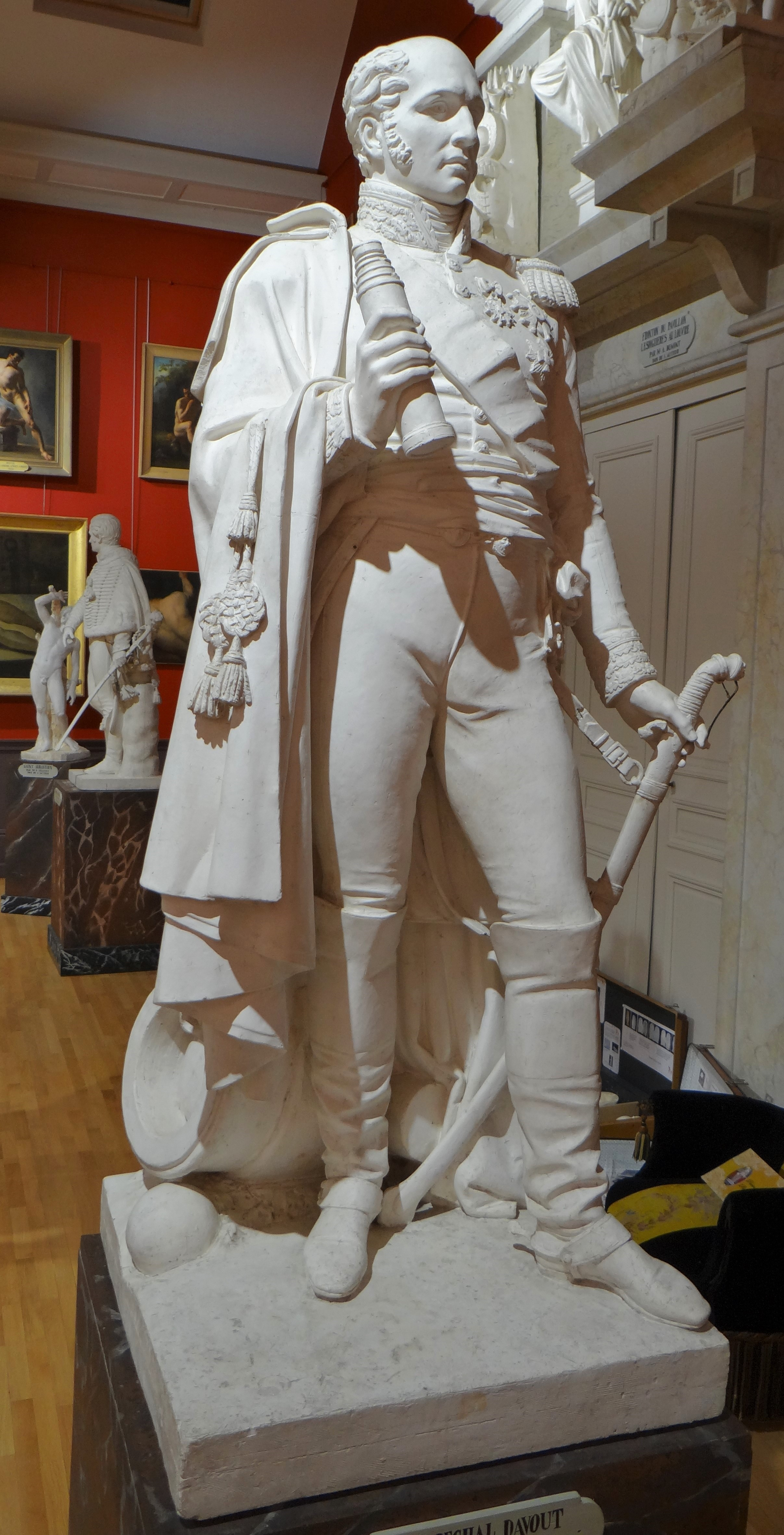
Le Maréchal Davout, Prince d'Eckmuhl
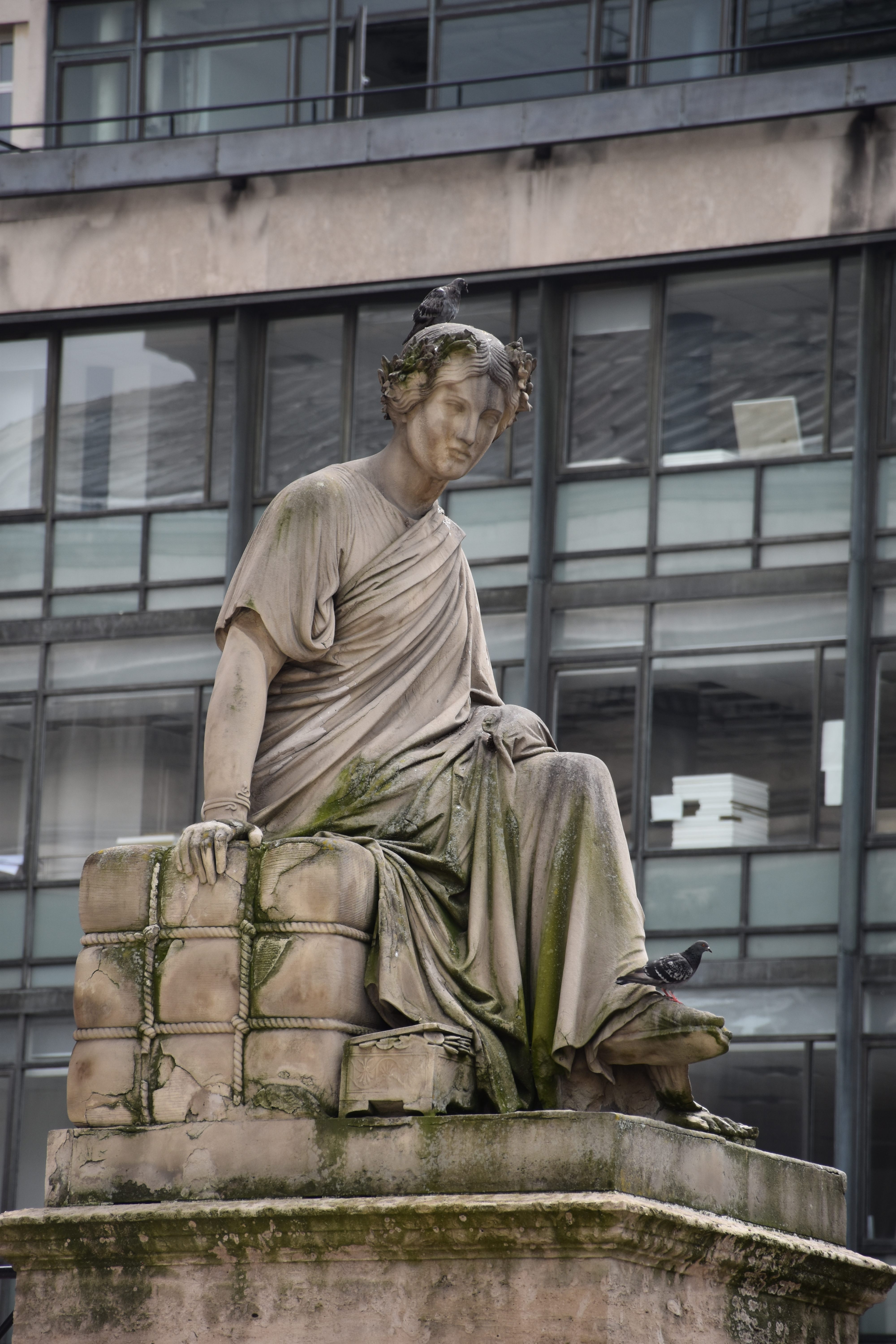
《상업인》(Le Commerce), 1851년, 브롱니아르궁